# Walter Hussy
Walter Hussy (* 20. Mai 1946 in Aschaffenburg) ist ein deutscher Psychologe, der zuletzt an der Universität zu Köln geforscht und gelehrt hat.

## Leben
Er absolvierte das Abitur 1965 am Hans-Sachs-Gymnasium Nürnberg. Von 1967 bis 1972 studierte er Psychologie an der Friedrich-Alexander-Universität Erlangen-Nürnberg und an der Universität Trier; hier schloss er mit dem Diplom ab. Die Promotion folgte 1973 und Habilitation 1984 ebenfalls in Trier. Die Zeit von 1973 bis 1974 verbrachte er als Postdoc an der University of Victoria in Kanada. Von 1974 bis 1990 war er als wissenschaftlicher Mitarbeiter bzw. Hochschulassistent am Psychologischen Institut der Universität Trier tätig.
Seit 1990 leitete er als Universitätsprofessor die Arbeitseinheit „Allgemeine Experimentelle Psychologie und Methodenlehre“ am Psychologischen Institut der Universität zu Köln. 2007 ist er in Altersteilzeit gegangen und ab 2011 emeritiert worden.

## Werk
Er ist Verfasser von in mehreren Auflagen erschienenen Lehrbüchern: Beispielsweise wird in dem Buch „Forschungsmethoden in Psychologie und Sozialwissenschaften für Bachelor“ ein Überblick über die quantitativen und qualitativen Methoden der Psychologie und angrenzender Sozialwissenschaften gegeben. In seiner „Pädagogische Psychologie“ wird ein Ausblick auf menschliches Erleben, Verhalten und Handeln im pädagogischen Kontext gegeben und es werden Prozesse der Erziehung, des Unterrichts und der Bildung erklärt. In seinen empirischen Arbeiten hat er sich mit Gedächtnishemmungen, komplexen Problemlösen und Fragen des Wissenserwerbs beschäftigt.

## Publikationen (Auswahl)
Monografien
- Mit Annemarie Fritz; David Tobinski: Pädagogische Psychologie.  E. Reinhardt, München 2014, ISBN 978-3-8252-4241-1.
- Mit Margrit Schreier; Gerald Echterhoff: Forschungsmethoden in Psychologie und Sozialwissenschaften für Bachelor (2., überarb. Aufl.). Springer Medizin, Berlin 2013, ISBN 978-3-642-34361-2.
- Mit Anita Jain: Experimentelle Hypothesenprüfung in der Psychologie.  Hogrefe, Göttingen 2002, ISBN 978-3-8017-1627-1.
- Mit Annemarie Fritz: Zoo-Spiel: Ein Test zur Planungsfähigkeit bei Grundschulkindern. Beltz Test, Göttingen 2000.
- Grundriss der Psychologie. Teil: Bd. 8., Denken und Problemlösen. W. Kohlhammer, Stuttgart 1993, ISBN 978-3-17-010817-2.
- Denkpsychologie. Bd. 1.: Geschichte, Begriffs- und Problemlöseforschung, Intelligenz. Kohlhammer, Stuttgart 1984, ISBN 978-3-17-008366-0.
- Denkpsychologie. Teil: Bd. 2., Schlussfolgern, Urteilen, Kreativität, Sprache, Entwicklung, Aufmerksamkeit. Kohlhammer, Stuttgart 1986, ISBN 978-3-17-008367-7.

Zeitschriftenartikel
- Mit Gerald Echterhoff; William Hirst: How eyewitnesses resist misinformation: Social postwarnings and the monitoring of memory characteristics. In: Memory & Cognition, 2005, 33 (5), S. 770–82.
- Mit Gerald Echterhoff: Strategies of Source Attribution: Semantic Features and Trace Strength as Cues to the Origin of Memories. In: Swiss Journal of Psychology, 2004, 63 (2), S. 93–106.
- Mit Nikolaus Kriegeskorte; Bettina Sorger, Marcus J. Naumer; Rainer Goebel: Human Cortical Object Recognition from a Visual Motion Flowfield. In: The Journal of Neuroscience: The Official Journal of the Society for Neuroscience, 2003, 23 (4), S. 1451–1463.
- Mit Joachim Funke: Komplexes Problemlösen: Beiträge zu seiner Erfassung sowie zur Frage der Bereichs- und Erfahrungsabhängigkeit. In: Zeitschrift für Experimentelle und Angewandte Psychologie, 1984, 31, S. 19–38.
- Mit Alexander von   Eye; Joachim Funke: Lern- und Reproduktionshemmungen bei Wiedererkennungsprozessen. In: Zeitschrift für erziehungswissenschaftliche Forschung, 1979, 13, S. 230–249.
- Information processing and human sequential predictive behaviour. In: Acta Psychologica, 1975, 39 (5), S. 351–367.